# Nuevo Berlín
Nuevo Berlín är en ort i Mexiko.   Den ligger i kommunen Salto de Agua och delstaten Chiapas, i den sydöstra delen av landet, 800 km öster om huvudstaden Mexico City. Nuevo Berlín ligger 81 meter över havet och antalet invånare är 292.
Terrängen runt Nuevo Berlín är varierad. Runt Nuevo Berlín är det ganska tätbefolkat, med 60 invånare per kvadratkilometer. Närmaste större samhälle är Tila, 15,0 km sydväst om Nuevo Berlín. Trakten runt Nuevo Berlín består till största delen av jordbruksmark.